# Kajakarstwo na Letnich Igrzyskach Olimpijskich 1960 – K-2 500 m kobiet
Zawody w kajakarstwie klasycznym (K2) na dystansie 500 m kobiet na Letnich Igrzyskach Olimpijskich 1960 zostały rozegrane 26 – 27 sierpnia (eliminacje, repasaże i półfinały) i 29 sierpnia finał. W zawodach wzięły udział 22 zawodniczki z 11 państw .

## Rezultaty
| Legenda | Legenda            | Legenda | Legenda  | Legenda | Legenda         | Legenda | Legenda                      | Legenda | Legenda         |
| ------- | ------------------ | ------- | -------- | ------- | --------------- | ------- | ---------------------------- | ------- | --------------- |
| QS      | Awans do półfinału | R       | Repasaże | QF      | Awans do finału | DNS     | Zawodniczki nie wystartowały | DSQ     | Dyskwalifikacja |

### Eliminacje[1]
| Poz. | Zawodniczki                                | Reprezentacja | Czas    | Uwagi |
| ---- | ------------------------------------------ | ------------- | ------- | ----- |
| 1    | Marija Szubina Antonina Sieriedina         | ZSRR          | 1:55.93 | QF    |
| 2    | Therese Zenz Ingrid Hartmann               | Niemcy        | 1:59.01 | QF    |
| 3    | Klára Fried-Bánfalvi Vilma Egresi          | Węgry         | 2:01.86 | QF    |
| 4    | Gabriella Cotta Ramusino Luciana Guindani  | Włochy        | 2:05.40 | R     |
| 5    | Helga Hellebrand-Wiedermann Lisa Schindler | Austria       | 2:06.30 | R     |
| 6    | Heidi Sager Cynthia Nicholas               | Australia     | 2:12.20 | R     |

| Poz. | Zawodniczki                           | Reprezentacja     | Czas    | Uwagi |
| ---- | ------------------------------------- | ----------------- | ------- | ----- |
| 1    | Daniela Walkowiak Janina Mendalska    | Polska            | 2:01.03 | QF    |
| 2    | Annemarie Werner-Hansen Birgit Jensen | Dania             | 2:03.98 | QF    |
| 3    | Eva Kutová Eva Kolinská               | Czechosłowacja    | 2:04.22 | QF    |
| 4    | Maria Szekeli Elena Lipalit           | Rumunia           | 2:04.32 | R     |
| 5    | Mary Ann DuChai Diane Jerome          | Stany Zjednoczone | 2:15.51 | R     |

### Repasaże[2]
| Poz. | Zawodniczki                                | Reprezentacja     | Czas    | Uwagi |
| ---- | ------------------------------------------ | ----------------- | ------- | ----- |
| 1    | Gabriella Cotta Ramusino Luciana Guindani  | Włochy            | 2:08.85 | QF    |
| 2    | Helga Hellebrand-Wiedermann Lisa Schindler | Austria           | 2:10.00 | QF    |
| 3    | Maria Szekeli Elena Lipalit                | Rumunia           | 2:10.17 | QF    |
| 4    | Heidi Sager Cynthia Nicholas               | Australia         | 2:14.11 |       |
| 5    | Mary Ann DuChai Diane Jerome               | Stany Zjednoczone | 2:21.13 |       |

### Finał[3]
| Poz. | Zawodniczki                                | Reprezentacja  | Czas    |
| ---- | ------------------------------------------ | -------------- | ------- |
|      | Marija Szubina Antonina Sieriedina         | ZSRR           | 1:54.76 |
|      | Therese Zenz Ingrid Hartmann               | Niemcy         | 1:56.66 |
|      | Klára Fried-Bánfalvi Vilma Egresi          | Węgry          | 1:58.22 |
| 4    | Daniela Walkowiak Janina Mendalska         | Polska         | 1:59.03 |
| 5    | Annemarie Werner-Hansen Birgit Jensen      | Dania          | 2:01.36 |
| 6    | Maria Szekeli Elena Lipalit                | Rumunia        | 2:01.68 |
| 7    | Gabriella Cotta Ramusino Luciana Guindani  | Włochy         | 2:02.47 |
| 8    | Eva Kutová Eva Kolinská                    | Czechosłowacja | 2:02.76 |
| 9    | Helga Hellebrand-Wiedermann Lisa Schindler | Austria        | 2:02.85 |